# Roland Citherlet
Roland Citherlet est un joueur de football suisse né le 25 janvier 1942 à Delémont.

## Biographie

### En club
- 1961-1973 Grasshopper-Club Zurich
- 1973-1975 Neuchâtel Xamax FC
- 1975-1976 FC La Chaux-de-Fonds (entraîneur-joueur)

### En sélection
- 8 sélections, 1 but
- Première sélection : Russie-Suisse 2-2, le 1er octobre 1967 à Moscou
- Dernière sélection : Suisse-Pologne 2-4, le 5 mai 1971 à Lausanne

## Source
- Fabrice Zwahlen, « Roland Citherlet : Un stoppeur de classe », L’Express,‎ 28 février 1998, p. 24.
- Emma Chatelain, « Citherlet, Roland (1942-) », Dictionnaire du Jura, 19 septembre 2007 (consulté le 14 novembre 2016).